# لاري اولسن
لاري اولسن (بالإنجليزية: Larry Olsen)‏ هو فارس أسترالي، ولد في 1948 في Nudgee Beach, Queensland ‏ في أستراليا.